# Alexandre Kviatkovski
Pour les articles homonymes, voir Kviatkovski.
Alexandre Alexandrovitch Kviatkovski ou Alexandre Kwiatkowski, (en russe : Александр Александрович Квятковский), né en 1852 à Tomsk et mort exécuté en 1880 à Saint-Pétersbourg, est un révolutionnaire russe narodniki, membre fondateur de l'organisation Narodnaïa Volia.

## Biographie
Alexandre Kviatkovski est né au sein d'une famille noble de Tomsk. Il devint un militant révolutionnaire dans les années 1870 dans la province de Toula. Lorsqu'il devint étudiant à l'institut de technologie de Saint-Pétersbourg, il participa au comité exécutif de  l'organisation Narodnaïa Volia.
En 1876, il fut un des membres fondateurs du mouvement Terre et Liberté (Zemlia i Volia).
En 1879, il participa au complot visant à assassiner le tsar Alexandre II de Russie, qui échoua et pour lequel le révolutionnaire Alexandre Soloviev fut condamné à mort.
En novembre 1879 Alexandre Kviatkovski fut appréhendé, le tribunal militaire le jugea lors du « procès des seize »  et le condamna à mort. La sentence fut exécutée en novembre 1880 par pendaison dans la forteresse Pierre-et-Paul.